# حبارى أسترالية
حُبَارَى أسترالية (الاسم العلمي: Ardeotis australis)، نوع من الطيور المنتمية إلى فصيلة الحباريات. هو طائر كبير يسكن الأرض شائع في الأراضي العشبية والغابات والأراضي الزراعية المفتوحة عبر شمال أستراليا وجنوب غينيا الجديدة.